# Ceryx quisqualis
Ceryx quisqualis là một loài bướm đêm thuộc phân họ Arctiinae, họ Erebidae.